# Gabriele-Possanner-Staatspreis
Der Gabriele-Possanner-Staatspreis für Geschlechterforschung ist ein österreichischer Staatspreis, der nach Gabriele Possanner benannt ist.
Der österreichische Staatspreis wird als Wissenschaftspreis zur Förderung der Geschlechterforschung seit 1997 alle zwei Jahre auf Vorschlag einer Fachjury am Bundesministerium für Wissenschaft, Forschung und Wirtschaft vergeben. Der Staatspreis ist mit 10.000 Euro dotiert. Gleichzeitig werden zwei Förderungspreise verliehen, die mit je 6.000 Euro dotiert sind. Seit 2013 wird zusätzlich ein Würdigungspreis für ein Lebenswerk im Zeichen der Geschlechterforschung ausgelobt.
Honoriert werden mit dem Staats- und dem Würdigungspreis exzellente wissenschaftliche Leistungen im Bereich der Geschlechterforschung in Österreich bzw. mit den Förderungspreisen exzellente, innovative wissenschaftliche Arbeiten, die sich mit aktuellen gesellschaftspolitischen Diskussionen auseinandersetzen. Inhaltlich müssen Österreichbezug sowie gendersensible Themenstellungen und Methoden vorhanden sein.
Frauen wie Männer können für den Gabriele Possanner-Staatspreis sowie den Gabriele Possanner-Würdigungspreis nominiert werden, auch eine Bewerbung für die Gabriele Possanner-Förderungspreise steht Frauen wie Männern offen. In der Jury waren 2013 erstmals auch zwei Männer vertreten. Erster männlicher Preisträger war 2013 Samir Medani, dem für seine wissenschaftliche Arbeit „Gay Diva Worship“ ein Possanner-Förderungspreis zuerkannt wurde.
Die Preise wurden 1997 im Gedenken an Gabriele Possanner eingerichtet, der 100 Jahre davor, 1897, als erster Frau ein akademischer Grad durch eine Universität auf dem heutigen Staatsgebiet der Republik Österreich verliehen worden war. Dafür musste Gabriele Possanner alle „schweren Prüfungen“, die sie davor schon einmal zur Erlangung des Doktorates an der Universität Zürich erfolgreich absolviert hatte, an der Universität Wien ein zweites Mal ablegen. Gabriele Possanner gilt als Pionierin und Vorkämpferin für die berufliche Chancengleichheit von Frauen.

## Preisträgerinnen
| Jahr | Staatspreis              | Förderungspreis                                     | Würdigungspreis    |
| ---- | ------------------------ | --------------------------------------------------- | ------------------ |
| 1997 | Edith Saurer             | Meike Lauggas, Birgit Buchinger, Erika Pircher      |                    |
| 1999 | Eva Kreisky              | Erika Hasenhüttl, Susanne Pollinger                 |                    |
| 2001 | Silvia Ulrich            | Elisabeth Holzleithner, Monika Jarosch              |                    |
| 2003 | Elisabeth List           | Gabriele Habinger, Gabriele Michalitsch             |                    |
| 2005 | Margarethe Hochleitner   | Bettina Haidinger, Anna Jabloner                    |                    |
| 2007 | Lisbeth N. Trallori      | Maria Katharina Moser, Sandra Gendera, Anita Thaler |                    |
| 2009 | Daniela Hammer-Tugendhat | Katharina Mader, Ulrike Prattes                     |                    |
| 2011 | Ina Wagner               | Evi Genetti, Irene Messinger                        |                    |
| 2013 | Gabriella Hauch          | Samir Medani, Lisa Rohm                             | Ursula Floßmann    |
| 2015 | Alexandra Kautzky-Willer | Astrid Hainzl, Susanne Sackl-Sharif                 | Herta Nagl-Docekal |
| 2017 | Elisabeth Holzleithner   | Elisabeth Anna Günther, Marija Petričevič           | Gudrun Biffl       |
| 2019 | Doris Weichselbaumer     | Zorica Siročić, Petra Sußner                        | Elisabeth Klaus    |
| 2022 | Rosa Reitsamer           | Ruth Strobl, Tanja Vogler                           | Irmtraud Fischer   |
| 2023 | Elke Krasny              | Val Meneau, Ines Rössl                              | Erna Appelt        |